# شانغلو
شانغلو (بالصينية: 商洛市 )‏ هي مدينة على مستوى محافظة، في جمهورية الصين الشعبية، تتبع شنشي، تبلغ مساحتها 19,292 كيلومتر مربع، رمزها البريدي هو 726000.

## المناخ
يظهر الجدول التالي التغييرات المناخية على مدار السنة لشانغلو:
| البيانات المناخية لـشانغلو         | البيانات المناخية لـشانغلو | البيانات المناخية لـشانغلو | البيانات المناخية لـشانغلو | البيانات المناخية لـشانغلو | البيانات المناخية لـشانغلو | البيانات المناخية لـشانغلو | البيانات المناخية لـشانغلو | البيانات المناخية لـشانغلو | البيانات المناخية لـشانغلو | البيانات المناخية لـشانغلو | البيانات المناخية لـشانغلو | البيانات المناخية لـشانغلو | البيانات المناخية لـشانغلو |
| الشهر                              | يناير                      | فبراير                     | مارس                       | أبريل                      | مايو                       | يونيو                      | يوليو                      | أغسطس                      | سبتمبر                     | أكتوبر                     | نوفمبر                     | ديسمبر                     | المعدل السنوي              |
| ---------------------------------- | -------------------------- | -------------------------- | -------------------------- | -------------------------- | -------------------------- | -------------------------- | -------------------------- | -------------------------- | -------------------------- | -------------------------- | -------------------------- | -------------------------- | -------------------------- |
| الدرجة القصوى °م (°ف)              | 18.7 (65.7)                | 23.7 (74.7)                | 29.3 (84.7)                | 33.9 (93.0)                | 36.3 (97.3)                | 38.3 (100.9)               | 38.2 (100.8)               | 38.4 (101.1)               | 39.3 (102.7)               | 31.6 (88.9)                | 26.4 (79.5)                | 21.3 (70.3)                | 39.3 (102.7)               |
| متوسط درجة الحرارة الكبرى °م (°ف)  | 6.0 (42.8)                 | 8.3 (46.9)                 | 13.0 (55.4)                | 20.2 (68.4)                | 24.8 (76.6)                | 28.6 (83.5)                | 30.1 (86.2)                | 29.1 (84.4)                | 23.9 (75.0)                | 18.9 (66.0)                | 13.1 (55.6)                | 7.9 (46.2)                 | 18.7 (65.6)                |
| المتوسط اليومي °م (°ف)             | 0.5 (32.9)                 | 2.6 (36.7)                 | 7.2 (45.0)                 | 13.8 (56.8)                | 18.2 (64.8)                | 22.2 (72.0)                | 24.4 (75.9)                | 23.5 (74.3)                | 18.5 (65.3)                | 13.1 (55.6)                | 7.3 (45.1)                 | 2.2 (36.0)                 | 12.8 (55.0)                |
| متوسط درجة الحرارة الصغرى °م (°ف)  | −3.7 (25.3)                | −1.5 (29.3)                | 2.6 (36.7)                 | 8.4 (47.1)                 | 12.7 (54.9)                | 16.8 (62.2)                | 20.1 (68.2)                | 19.4 (66.9)                | 14.4 (57.9)                | 8.8 (47.8)                 | 3.0 (37.4)                 | −2 (28)                    | 8.3 (46.9)                 |
| أدنى درجة حرارة °م (°ف)            | −13.7 (7.3)                | −13.3 (8.1)                | −6.6 (20.1)                | −2.0 (28.4)                | 2.4 (36.3)                 | 9.3 (48.7)                 | 13.1 (55.6)                | 11.7 (53.1)                | 3.9 (39.0)                 | −4.6 (23.7)                | −9.1 (15.6)                | −13.9 (7.0)                | −13.9 (7.0)                |
| الهطول مم (إنش)                    | 8.2 (0.32)                 | 11.7 (0.46)                | 31.4 (1.24)                | 50.0 (1.97)                | 66.2 (2.61)                | 80.2 (3.16)                | 124.3 (4.89)               | 98.4 (3.87)                | 97.0 (3.82)                | 68.5 (2.70)                | 25.5 (1.00)                | 7.1 (0.28)                 | 668.5 (26.32)              |
| متوسط أيام هطول الأمطار (≥ 0.1 mm) | 5.0                        | 5.3                        | 8.7                        | 9.2                        | 10.2                       | 10.5                       | 12.7                       | 11.7                       | 11.6                       | 10.4                       | 6.5                        | 3.7                        | 105.5                      |
| المصدر: Weather China              |                            |                            |                            |                            |                            |                            |                            |                            |                            |                            |                            |                            |                            |

## التقسيمات الإدارية
- Shangzhou District [الإنجليزية]‏
- Luonan County [الإنجليزية]‏
- Danfeng County [الإنجليزية]‏
- Shangnan County [الإنجليزية]‏
- Shanyang County [الإنجليزية]‏
- Zhen'an County [الإنجليزية]‏
- Zhashui County [الإنجليزية]‏.